# Skagafjarðarsýsla

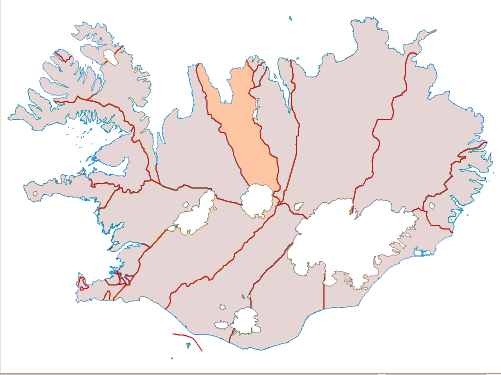
Carte de localisation de Skagafjarðarsýsla

Skagafjarðarsýsla est un comté islandais, situé dans la région de Norðurland vestra.

## Municipalités
Le comté est situé dans la circonscription Norðvesturkjördæmi et comprend les municipalités suivantes :
- Skagafjörður
  - (Skefilsstaðahreppur)
  - (Sauðárkrókskaupstaður)
  - (Skarðshreppur)
  - (Staðarhreppur)
  - (Seyluhreppur)
  - (Lýtingsstaðahreppur)
  - (Rípurhreppur)
  - (Viðvíkurhreppur)
  - (Hólahreppur)
  - (Hofshreppur)
  - (Fljótahreppur)
- Akrahreppur